# 도쿄 DOGS
《도쿄 DOGS》(東京DOGS)는 후지 TV에서 2009년 10월 19일부터 2009년 12월 21일까지 방송된 드라마이다.

## 개요
게츠쿠 드라마로는《너의 눈동자를 체포한다!》이후 21년 만에 제작된 형사 드라마. 뉴욕 시경의 엘리트 형사 타카쿠라 소우(오구리 슌 분)와 혈기왕성한 폭주족 출신의 형사 쿠도 마루오(미즈시마 히로 분)가 팀을 짜, 수많은 사건에 도전해 가는 내용이다.

## 등장 인물
- 타카쿠라 소우 - 오구리 슌 (아역 : 시부야 타케루)
- 쿠도 마루오 - 미즈시마 히로
- 마츠나가 유키 - 요시타카 유리코
- 호리카와 케이이치 - 카츠지 료

경시청 특수수사과 소속 형사. 소우가 일본에 오고 난 뒤로는, 소우와 마루오를 서포트한다. 도쿄대학교 법학부를 졸업했다는 좋은 학벌에도 불구하고 나이가 어리다는 이유로 마루오에게 매번 휘둘린다.
- 마스코 레이지 - 아즈마 미키히사

경시청 특수수사과 소속 형사. 자식을 아끼고, 가정을 사랑하는 좋은 아버지이다. 중학교 1학년인 딸과 초등학교 5학년인 아들이 있다.
- 스즈에 미츠오 - 시가 코타로

경시청 특수수사과 소속 형사. 옛날 소우의 아버지 · 오오토모와 팀을 이뤄 일한 경력이 있다.
- 타나카 마키 - 우스다 아사미

호리카와의 여자친구. 독점욕이 강해, 호리카와의 휴대폰 통화 내역을 보거나 GPS로 위치 추적을 하는 등 스토커에 가까운 행위를 일삼는다.
- 니시오카 유리 - 토모사카 리에

관동의과대학병원 정신과 의사. 유키의 주치의. 유키의 진료 방법을 둘러싸고 소우와 대립한다.
- 카이자키 히로토 - 미카미 켄세이

수수께끼의 남자. '요시무라'라는 가명을 사용해 유키에게 접근한다.
- 카마타 시게오 - 야자키 히로시

마루오의 폭주족 시절 후배.
- 타카쿠라 카린 - 카와구치 하루나

소우의 여동생. 나카타니와 사귀고 있다.
- 나카타니 쇼타 - 요시무라 타쿠야

카린의 남자친구. 갑자원을 목표로 하는 고등학교 야구 선수이다.
- 타카쿠라 쿄코 - 타나카 요시코

소우의 어머니. 소우가 수사 중일 때에도 자주 전화를 건다.
- 마이지마 미사 - 오오츠카 네네

경시청 특수수사과 소속 계장. 아랫사람에게는 강하고 윗사람에게는 약한 중간 관리.
- 오오토모 코조 - 미우라 토모카즈

경시청 특수수사과장. 뉴욕 시경에서 좌천된 소우를 특수수사과로 받아들인 장본인. 소우의 아버지와는 동기로, 소우의 좋은 이해자이다.

## 각 화 게스트
제1화
- 타나시마 히데오(28) - 나리미야 히로키

총기법 위반의 전과가 있는 마약 조직의 부하. 소우가 자리를 비운 틈을 타 유키와 호리카와를 유괴하지만, 소우와 마루오에게 추적당해 자살한다.
- 히데오의 동료 - 아오키 신스케
- 소우의 아버지 - 이이다 키스케

17년 전 진노에 의해 살해되었다.
제2화
- 코미야마 요시히코 - 스기모토 텟타

변호사. 아내와는 이혼하여 아들과 둘이 살고 있었지만, 일을 우선한 나머지 아들과 멀어졌다. 정계 진출을 노리는 시바타를 변호한 경험이 있어, 저격의 대상이 된다.
- 코미야마 코스케 - 코바야시 카이토

요시히코의 아들. 아버지가 집 앞에서 저격된 일로, 소우 일행이 사는 경시청의 사택으로 몸을 피한다.
- 야마자키 시게노리

유키가 아르바이트를 하게 된 레스토랑의 점장.

## 제작진
- 각본 : 후쿠다 유이치
- 프로듀서 : 시카나이 츠기
- 연출 : 나리타 가쿠, 이시이 유스케
- 음악 : Rita-iota
- 제작 : 후지 TV 드라마 제작 센터

## 주제가
- EXILE 〈후타쓰노 구치비루〉 (ふたつの唇 두 개의 입술[*])

## 방송일·부제·시청률
| 각 화                                                            | 방송일           | 부제목                      | 연출          | 시청률 |
| ---------------------------------------------------------------- | ---------------- | --------------------------- | ------------- | ------ |
| 제1화                                                            | 2009년 10월 19일 | 최악이자 최고의 콤비 탄생!! | 나리타 가쿠   | 18.7%  |
| 제2화                                                            | 2009년 10월 26일 | 부모와 자식을 지키는 전투법 | 나리타 가쿠   | 18.2%  |
| 제3화                                                            | 2009년 11월 2일  | 슬픈 동료의 체포            | 이시이 유스케 | 14.4%  |
| 제4화                                                            | 2009년 11월 9일  | 숙적으로부터의 도전장       | 이시이 유스케 | 16.1%  |
| 제5화                                                            | 2009년 11월 16일 | 가출소녀를 설득하는 방법    | 나리타 가쿠   | 17.1%  |
| 제6화                                                            | 2009년 11월 23일 | 잠입수사에서 절체절명!?     | 이시이 유스케 | 14.7%  |
| 제7화                                                            | 2009년 11월 30일 | 과거에 사귄 사람            | 나리다 가쿠   | 15.3%  |
| 제8화                                                            | 2009년 12월 7일  | 생각난 약속                 | 이시이 유스케 | 15.7%  |
| 제9화                                                            | 2009년 12월 14일 | 다가오는 과거로부터의 함정  | 나리타 가쿠   | 13.3%  |
| 최종화                                                           | 2009년 12월 21일 | 결판의 크리스마스           | 나리타 가쿠   | 14.0%  |
| 평균 시청률: 15.8% (시청률은 간토 지방 기준, 비디오 리서치 조사) |                  |                             |               |        |

평균 시청률은 《CHANGE》 이후 다섯 작품만에 15%를 넘었다.

## 같이 보기
- 게츠쿠